# Zwartkopmierlijster
De zwartkopmierlijster (Formicarius nigricapillus) is een zangvogel uit de familie Formicariidae (mierlijsters).

## Verspreiding en leefgebied
Deze soort komt voor van Costa Rica tot Ecuador en telt twee ondersoorten:
- F. n. nigricapillus: oostelijk Costa Rica en Panama.
- F. n. destructus: westelijk Colombia en westelijk Ecuador.

## Status
De grootte van de populatie is in 2019 geschat op 50.000-500.000 volwassen vogels. Op de Rode lijst van de IUCN heeft deze soort de status niet bedreigd.